# Ли Чун Чжэ
Ли Чун Чжэ (кор. 이춘재, ханча. 李春在; род. 31 января 1963) — южнокорейский серийный убийца, действовавший в Хвасоне с 1986 по 1994 год. 
Хвасонские серийные убийства считаются самыми известными в истории современной Южной Кореи. Их часто сравнивают с преступлениями Зодиака в США, также они послужили вдохновением для фильма 2003 года «Воспоминания об убийстве». Ли Чун Чжэ был приговорён к пожизненному лишению свободы с возможностью условно-досрочного освобождения после 20 лет за убийство своей невестки в 1994 году. Несмотря на найденные улики ДНК и свои признательные показания в 2019 году, Ли не может быть привлечен к ответственности за другие совершенные преступления, поскольку их срок давности истёк.

## Ранние годы
Ли Чун Чжэ, родившийся 31 января 1963 года, рос в хороших условиях, имел приличное образование до средней школы и срабатывался с другими людьми, по словам его матери, давшей интервью в 2019 году. Сообщается, что мать Ли была опустошена и потрясена, узнав, что её сын был причастен к нераскрытым убийствам Хвасона. У него также был младший брат, который утонул в детстве, что, по-видимому, травмировало его.
После окончания средней школы в феврале 1983 года Ли присоединился к армии Республики Корея и служил водителем танка. Был уволен 23 января 1986 года. Затем он работал в компании по производству электрических запчастей. В 1990 году он начал свою работу в строительной компании в Чхонпа, Йонгсан, где стал машинистом крана без лицензии. В следующем году он устроился крановщиком в компании по производству щебня в Чхонвоне, Чхунчхонбук. В апреле 1992 года Ли женился на бухгалтере и уволился с работы в марте 1993 года. По словам жены Ли, он был алкоголиком и жестоким мужем и отцом, который часто прибегал к насилию по отношению к ней и к их сыну.

## Хвасонские серийные убийства
Хвасонские серийные убийства (кор. 화성 연쇄 살인 사건, ром. hwaseong sarin sageon yeonswae) были совершены в городе Хвасон в период с 15 сентября 1986 года по 3 апреля 1991 года. Преступник насиловал женщин, затем душил и связывал их с кляпом во рту. Это крупнейшее уголовное дело Южной Кореи с более чем 2 миллионами человеко-часов, потраченных на расследование, и 21 000 подозреваемых.
Эскиз подозреваемого был составлен на основе показаний водителя автобуса Кана и кондуктора Ома, которые видели мужчину, садившегося в автобус после седьмого убийства 7 сентября 1987 года. Описание преступника, данные водителем автобуса, были схожи с показаниями других девушек, подвергшихся сексуальному насилию. По словам потерпевших, преступником был худощавый мужчина двадцати пяти лет, ростом от 165 до 170 сантиметров, с коротко стриженными волосами, спортивного телосложения, без двойных век и с острым носом. Также они говорили, что у него мягкие руки, позже полиция заявила, что у подозреваемого была группа крови B (третья), но в 2019 году полиция признала, что это, скорее всего, неточная информация, поскольку у Ли Чун Чжэ — 0 (т.е. первая) группа крови.
27 июля 1989 года Юн Сан Ё, 22-летний мужчина, был арестован за убийство восьмой жертвы, 14-летней Пак Санг Хи. Юн признал свою вину во время допроса, а судебно-медицинская экспертиза образцов лобковых волос, найденных на месте преступления, показала сходство с анализами подозреваемого. Полиция решила, что это дело не хвасонского убийцы, а подражателя, и Юн был приговорен к пожизненному заключению. Однако мужчина обжаловал это решение, утверждая, что полиция пытала его и вынудила его дать ложные показания. Апелляция была отклонена, и Юн отсидел 19,5 лет в тюрьме, прежде чем был освобожден условно-досрочно в 2009 году. В 2019 году Ли Чун Чжэ признался в убийстве, и Юн подал на повторный суд, чтобы доказать свою невиновность.
Выход фильма «Воспоминания об убийстве» в 2003 году, который был вдохновлен хвасонскими серийными убийствами, вызвал новый интерес к этому делу. Убийство студентки колледжа в Хвасоне в 2004 году также вызвало опасения возвращения серийного убийцы. Вскоре эти убийства снова попали в заголовки газет, поскольку сроки давности дел последних жертв должны были истечь 2 апреля 2006 года. В 2015 году был отменён закон о сроке давности преступлений, но это не имело обратной силы. Но всё же данные и полицейские протоколы были сохранены из-за важности этого дела.

## Обвинения в ограблении
26 сентября 1989 года, около 0:55 ночи, Ли Чун Чжэ ворвался в дом в Кванджу, Сувон, провинции Кёнги, с оружием и в перчатках, и был обнаружен хозяином дома. В феврале 1990 года Ли был приговорен окружным судом Сувона к году и шести месяцам тюремного заключения по обвинению в грабеже и насилии. После первого судебного процесса Ли подал апелляцию, утверждая, что он был избит неизвестным и случайно ворвался в дом, когда за ним гнались. Во втором процессе после апелляции суд назначил Ли Чун Чжэ два года условно. Был освобождён в середине апреля 1990 года.

## Убийство невестки и арест
После ухода жены в декабре 1993 года Ли 13 января 1994 года пригласил свою 18-летнюю невестку, затем накачал наркотиками, изнасиловал и убил её. По словам детектива, который расследовал это дело, Ли пошёл к своему тестю, предлагая помощь в поисках пропавшей девушки. Ли Чун Чжэ был арестован 18 января. В мае был осуждён и приговорён к смертной казни. Верховный Суд Южной Кореи рассмотрел это дело в 1995 году, и приговор Ли был сокращён до пожизненного заключения с возможностью условно-досрочного освобождения через 20 лет.

## Опознание и признание
18 сентября 2019 года полиция объявила, что Ли Чун Чжэ был идентифицирован как подозреваемый в хвасонских серийных убийствах. Он был опознан после экспертизы ДНК из нижнего белья одной из жертв, которая совпала с ДНК Ли. Последующие анализы также связали его с четырьмя другими убийствами. На момент раскрытия Ли уже отбывал пожизненное заключение в тюрьме Пусана за изнасилование и убийство своей невестки. Первоначально он отрицал причастность к серийным убийствам, но 2 октября 2019 года полиция объявила, что Ли признался в убийстве 14 человек: 10 женщин в Хвасоне, включая дело, ранее считавшееся преступлением подражателя, и еще 4 человек. 3 из этих убийств произошли в Хвасоне, но ранее не были приписаны серийному убийце, и одно убийство — в Чхонджу. По состоянию на октябрь 2019 года подробности об этих 4 жертвах не были обнародованы, поскольку расследование продолжается. Помимо убийств, Ли Чун Чжэ также признался в более чем 30 изнасилованиях и попытках изнасилования.
15 ноября 2019 года полиция объявила, что они пришли к предварительному заключению, что Ли несёт ответственность за 10 убитых женщин в Хвасоне.

### Неверное дело подражателя
Юн Сан Ё, осужденный за убийство восьмой жертвы и проведший 20 лет в тюрьме, пока его не освободили условно-досрочно в 2009 году, подал на повторное рассмотрение своего дела 13 ноября 2019 года после новостей о том, что Ли признался во всех 10 серийных убийствах. Два дня спустя полиция объявила, что они пришли к предварительному заключению, что Ли Чун Чжэ несет ответственность за убийство восьмой жертвы, так как Ли тщательно и связно описал восьмое убийство. Это вызвало опасения, что полиция предъявила обвинение невиновному человеку.

## Список известных жертв
Первые 10 жертв являются частью Хвасонских серийных убийств.
| №  | Дата и время совершения преступления (примерно) | Дата и время обнаружения тела | Имя и возраст    | Место обнаружения                                                           | Примечания |
| -- | ----------------------------------------------- | ----------------------------- | ---------------- | --------------------------------------------------------------------------- | --- |
| 1  | 15 сентября 1986 06:20                          | 19 сентября 1986 14:00        | Ли Ван Им, 71    | Taean-eup (сейчас Хвасон), Annyeong-ri (сейчас Annyeong-dong), пастбище     | Пожилая женщина была убита после того, как побывала в гостях у дочери. Найденные улики: задушена руками, следы спермы. |
| 2  | 20 октября 1986 22:00                           | 23 октября 1986 14:50         | Пак Хён Сук, 25  | Taean-eup (сейчас Хвасон), Jinan-ri (сейчас Jinan-dong), канал              | Девушка была убита по пути домой после встречи с женихом. Найденные улики: задушена руками, следы спермы (группа крови не определена). |
| 3  | 12 декабря 1986 23:00                           | 23 апреля 1987 14:00          | Квон Юн Бон, 25  | Taean-eup (сейчас Хвасон), Annyeong-ri (сейчас Annyeong-dong), набережная   | Была убита прямо перед домом. Найденные улики: задушена чулками, рот заткнут ими же, на лице были трусы жертвы, следы спермы (группу крови не смогли определить). |
| 4  | 14 декабря 1986 23:00                           | 21 декабря 1986 12:30         | Ли Ке Сук, 23    | Jeongnam-myeon, Gwanhang-ri, хребет между рисовыми полями                   | Была убита после выхода из автобуса. Найденные улики: связанные руки, задушена зонтом, следы спермы (группа крови не определена). |
| 5  | 10 января 1987 20:50                            | 11 января 1987 13:00          | Хон Джин Ён, 19  | Taean-eup (сейчас Хвасон), Hwanggye-ri (сейчас Hwanggye-dong), рисовое поле | Ученица старших классов убита после выхода из автобуса по пути домой. Найденные улики: связанные руки, рот заткнут носками, задушена, следы спермы (группа крови не определена). |
| 6  | 2 мая 1987 23:00                                | 9 мая 1987 15:00              | Пак Ын Чжу, 29   | Taean-eup (сейчас Хвасон), Jinan-ri (сейчас Jinan-dong), холм               | Найденные улики: задушена, следы спермы (группа крови не определена). |
| 7  | 7 сентября 1987 21:30                           | 8 сентября 1987 09:30         | Ан Ги Сун, 54    | Paltan-myeon, Gajae-ri, канал                                               | Была убита после выхода из автобуса по пути домой. Найденные улики: связанные руки, рот заткнут носками и носовым платком, задушена, найдены кусочки персика, следы спермы (группа крови не определена). |
| 8  | 24 декабря 1987                                 | 4 января 1988                 | Ким Ми Сун, 18   | Хвасон                                                                      | |
| 9  | 16 сентября 1988 02:00                          | 16 сентября 1988 06:50        | Пак Сан Хи, 14   | Taean-eup (сейчас Хвасон), Jinan-ri (сейчас Jinan-dong), в доме             | Школьница была убита в своей комнате. Первоначально было установлено, что это подражательное преступление совершил 22-летний Юн Сан Ё. Однако после признания Ли в 2019 году полиция пришла к предварительному выводу, что Юн не виновен. Юн подал заявление на повторное судебное разбирательство 13 ноября 2019 года. |
| 10 | 7 июля 1989                                     | Данных нет                    | Ким Хён Чжон, 8  | Хвасон                                                                      | |
| 11 | 15 ноября 1990 18:30                            | 16 ноября 1990 09:50          | Ким Ми Чжон, 14  | Taean-eup (сейчас Хвасон), Byeongjeom-dong (сейчас Byeongjeom-dong), холм   | Школьница была убита, когда возвращалась домой. Найденные улики: связанные руки и ноги, задушена, рот заткнут лифчиком, шариковой ручкой, вилкой, ложкой и бритвой, следы спермы (группа крови определилась как "B").                                                                                                   |
| 12 | 26 января 1991                                  | 27 января 1991                | Пак, 17          | Хвасон                                                                      | |
| 13 | 7 марта 1991                                    | 7 марта 1991                  | Ким, 27          | Чхонджу, Чхунчхон-Пукто                                                     | |
| 14 | 3 апреля 1991 21:00                             | 4 апреля 1991 09:30           | Квон Сун Сан, 69 | Донтан-мён, Бансон-ри (сейчас Бансон-донг), холм                            | Была убита после того, как вышла из автобуса, возвращаясь домой. Найденные улики: задушена, две метки (не проанализированы), следы спермы (группа крови была определена как "B"). |
| 15 | 13 января 1994                                  | 15 января 1994                | Невестка Ли, 18  | Бокдэ-дон, Чхонджу, Чхунчхон-Пукто                                          | Ли вначале был приговорен к смертной казни за изнасилование и убийство невестки. Однако Верховный суд изменил его в пользу пожизненного заключения. |

## В массовой культуре
- «Воспоминания об убийстве» (2003) — фильм Пон Чжун Хо
- «Исповедь убийцы» (2012) — фильм Чон Пён Гиля
- «Кап Дон» (2014) — телесериал tvN
- «Сигнал» (2016) — телесериал tvN
- «Туннель» (2017) — телесериал OCN
- «Мыслить как преступник» (2018) — дорама tvN, основанная на американском сериале «Мыслить как преступник»
- «Парочка следователей» (2018) — телесериал MBC
- «Цветок зла» (2020) — телесериал tvN
- «Таксист» (2021) — телесериал SBS
- «Монстр» (2021) — телесериал JTBC